# Bettina Oneto
Rosa Bertha Honorina Oneto Martínez (Lima, 27 de agosto de 1957), más conocida como Bettina Oneto, es la primera actriz, humorista, presentadora de televisión, cantante, comediante de stand-up, productora y exvedette peruana de ascendencia italiana.
Tiene 3 hijos: Las damas Shantall Macedo (Shantall Young Oneto) y Tasky Lazón; y Joel Lazón.

## Biografía
Hija del comediante Carlos Alberto Oneto Villavicencio (Pantuflas) y de Rosa Bertha Martinez, debutó como cantante junto a un grupo musical en Toronto, Canadá. 
Se casó en 1976 con el roquero Richard "Bimbo" Macedo (Baterista del grupo The Mad's), con el cual tiene a su primera hija: Shantall Young Oneto.
En 1978 regresó al Perú, donde comenzó a actuar con Pepe Vilar, en el programa Teatro como en el Teatro, además participa en diferentes programas como, La comedia Peruana y Volver a vivir.
En 1981 debutó como vedette en la revista musical Paro general, en el café teatro La Gata Caliente. Luego, se fue a residir a Nueva York donde asistió a cursos de canto, teatro y baile. Realizó la revista musical Los valatos del 85, bajo la dirección de Efraín Aguilar, junto a Analí Cabrera, Doris Caballero y Rodolfo Carrión. Participó en cafés teatro como El Ático, Sachariel, Canout, Monarisa, La Mueca y Pimpinela. De 1985 a 1988, laboró en "La Orquesta de Carlos Brescia", asimismo actuó en el Teatro Nacional Peruano, en la obra El pájaro azul interpretando a “La noche”. 
En 1987 se casó por 2.ª vez, con el futbolista Carlos Alfonso Lazón (Bicampeón: 1977–1978 con Alianza e hijo del otrora jugador de los 50's y 60's con el mismo nombre). Tienen dos hijos: Tasky y Joel.
En 1998, participó en las obras dirigidas por Osvaldo Cattone: Con el sexo no se juega, Annie, Marido mas mujer igual desastre, Filomena Marturano y Los monólogos de la vagina.
Luego, ingresó al programa cómico Risas y salsa, y participó en varias obras en Teatro desde el Teatro. También tuvo una breve participación en Cholo de noche, de Tulio Loza.
En 1999, fue convocada por los productores y directores de "Jucare" y presentó en "La estación de Barranco" la obra El espectáculo soy yo, que debido a su éxito duró 3 años, realizando una gira a Japón y EUA. El año siguiente, lanzó el disco homónimo de la obra que muestra el show grabado en vivo en un álbum.
En el 2006, actuó en el show Hija de su madre acompañada de Shantall. En 2007, protagonizó la obra de drama Matrimonio a la peruana, y en 2008 lanzó el álbum El espectáculo sigo siendo yo que recopila diversas presentaciones realizadas ese año.
En el 2011, actuó en la serie La Bodeguita.
En el 2012, celebró sus 36 años de vida artística con el show Viva la vida. Durante mayo–agosto del mismo año participó en el musical Hairspray como MotorMouth Maybelle, bajo la dirección de Juan Carlos Fisher en el Teatro Peruano Japonés. Seguidamente concursó brevemente en el reality show de baile El gran show.

## Filmografía

### Cine
- Baño de Damas (2003) como Antonia.

### Televisión

#### Series y telenovelas
- Teatro como en el Teatro (1975–1979) como Varios Roles.
- La comedia Peruana.
- Volver a vivir.
- Paro general.
- Los valatos del 85.
- Risas y Salsa (1997–1999) como Ella misma (Actriz cómica), "Mona", "Piticlin", "La amante" / "La trampa", vedette, modelo, bataclana, bailarina y varios roles.
- Pobre diabla (2000–2001) como Soledad Guillén.
- Teatro desde el Teatro (2002–2008) como varios roles.
- Noche de estrellas (2003) como Ella misma (Actriz cómica) y varios roles.
- Cara a cara como Ella misma (Actriz cómica) y varios roles.
- La Bodeguita (2011–2012) como "Rochi".

#### Programas
- Teletón 2011: Unámonos para cambiar pena por alegría (Edición Especial) (2011) como presentadora.
- Reyes del show (2011) como jueza invitada.
- El gran show (2012) como concursante.
- Pequeños gigantes (2013) como jueza invitada.
- Tu cara me suena (2013–2014) como jurado.
- Porque hoy es sábado con Andrés como invitada.
- Combate a bailar como presentadora.

## Teatro
- El pájaro azul como "La noche".
- Con el sexo no se juega (1998).
- Annie (1998).
- Marido mas mujer igual desastre (1998).
- Filomena Marturano (1998).
- Los monólogos de la vagina (1998).
- El espectáculo soy yo (1999–2001).
- Hija de su madre (2006).
- Matrimonio a la peruana (2007)
- Viva la vida (2012).
- Hairspray (2012) como "MotormMouth Maybelle".

#### Giras
- El espectáculo soy yo (1999).

## Café teatro
- La gata caliente.
- El ático.
- Sachariel.
- Monarisa.
- La mueca.
- Pimpinela.

## Eventos

### Certámenes de belleza
- El Miss Belleza Universitaria (MBU) 2011 (2011) como Jurado.

## Discografía

### Agrupaciones
- La Orquesta de Carlos Brescia (1985–1988).

### Álbumes
- El espectáculo soy yo (2000).
- El espectáculo sigo siendo yo (2008).